# Martin Michel Charles Gaudin
Martin Michel Charles Gaudin, duque de Gaëte, fue un político francés que comenzó su carrera política durante la Revolución antes de convertirse en ministro de Hacienda durante el Consulado y el Imperio, entre 1799 y 1814.

## Biografía
Martin Gaudin era hijo de Charles Gaudin, abogado del Parlamento de París, y de su esposa Louise-Suzanne Ragot, hija de un subdelegado de Hacienda. Antes de la Revolución, fue director en la administración general de impuestos.
En 1773, tras estudiar en el Collège Louis-le-Grand, Gaudin se incorporó al despacho de d'Ailly, amigo de la familia y primer empleado de Henri d'Ormesson, intendente de finanzas nombrado por Necker director general de Hacienda. En 1777, D'Ailly confió al joven Gaudin una jefatura de división. Gaudin escribió en sus Memorias: «Este fue el comienzo de mi fortuna política. La Revolución hizo el resto...».
En 1789, Gaudin se convirtió en un influyente miembro de la Comisión de Finanzas de la Asamblea Constituyente.

### En la Revolución
En 1791, Luis XVI, a propuesta del ministro Tarbé, le nombra comisario del Tesoro nacional, responsable de la Recette en el momento de su creación, y desempeña su tarea con gran talento y valentía en un periodo especialmente difícil.
Gaudin fue el hombre que tendió el puente entre el antiguo sistema de recaudación de impuestos directos con 24 oficinas de rentas generales y el nuevo sistema con 544 recaudadores de distrito elegidos. Pierre Joseph Cambon fue el nuevo Ministro de Finanzas en estos tiempos difíciles, en los que estos cargos corrían peligro.
A partir de este momento, se vio en la diana con continuas denuncias, de las que escapó por su estricta probidad y su comprensión de los negocios. El 10 de agosto de 1792, se le acusó de haber adelantado con el rey su lista civil.
Cambon y Saint-Just siempre le defendieron y a veces le escucharon, en particular cuando no dudó en oponerse al pago de las letras fraudulentas emitidas por el general Dumouriez, entonces todopoderoso. Con la ayuda de Cambon, que se oponía a Robespierre, consiguió salvar la vida de los 48 Receptores Generales de Finanzas, a los que la Convención quería llevar al cadalso, en el mismo carro que a los Granjeros Generales.
Sin embargo, la situación era insostenible: el Hôtel de la Trésorerie estaba constantemente invadido por multitudes, y Gaudin tuvo que recurrir a artimañas en más de una ocasión para librarse de sus visitantes. Un decreto había concedido una paga diaria a las esposas de los ciudadanos que luchaban por su país, así que una pandilla de mujeres invadió sus oficinas. Recibió a las más entusiastas y les dijo que estaba dispuesto a pagarles, pero que, como había que hacer las cosas con regularidad, primero tendrían que mostrarle su certificado de matrimonio. Como muy pocos de ellos pudieron presentar este documento, se marcharon sin pedir nada.
Denunciado en repetidas ocasiones, consiguió milagrosamente conservar su puesto hasta el año III (1795), cuando dimitió «... en medio de toda clase de preocupaciones, agotado...» y se retiró a Vic-sur-Aisne, cerca de Soissons, donde permaneció tres años. Tenía 39 años y ya llevaba 20 de carrera.

### En el Directorio
En el año IV (1798), una carta del Presidente del Directorio le llama para sustituir a Dominique-Vincent Ramel-Nogaret en el Ministerio de Hacienda. Rechazó, y luego aceptó, en Floréal del mismo año, ser comisario general de la Administración de Correos, cargo importante a pesar de todo, a causa del «gabinete negro». Se trataba del antiguo cargo de «intendant général des postes aux lettres et aux chevaux».

### En el Consulado y el Primer Imperio
Bonaparte le nombró Ministro de Finanzas tras el golpe de Estado del 18 de Brumario.
Gaudin describe su encuentro de la siguiente manera:
«Cuando entré, estaba dando órdenes al comandante de la Guardia. Se me acercó con aire muy amable:
- ¿Hace mucho que trabaja en finanzas?
- Desde hace 20 años, general.
- Necesitamos su ayuda y cuento con ella. Vamos, preste juramento, tenemos prisa...».
Gaudin se dedicó a reorganizar las finanzas, creando un cuerpo de funcionarios que dependían directamente del ministro y cuya eficacia era inmediata: un recaudador para cada arrondissement y un recaudador general para cada departamento. El ministro Gaudin impone fianzas a todos los funcionarios, especialmente a los recaudadores de impuestos.
Al mismo tiempo, reintrodujo impuestos indirectos como los octrois, luego los impuestos sobre el tabaco, las bebidas e incluso la sal, sin olvidar la lotería.
Gaudin introduce importantes reformas en la administración financiera, suprime los mercados y las delegaciones, restablece la fiscalidad directa, hace elaborar padrones y exige que los impuestos del año en curso se paguen por doceavas partes y por adelantado. Organizó la jerarquía de recaudador de impuestos a recaudador privado. Finalmente, con la ayuda de la caisse d'amortissement, donde se depositaban las garantías de estos funcionarios, pudo crear la Banco de Francia. Gaudin tomó prestada de la Constitución de 1791 la idea del catastro, que era su principal preocupación. Pero nadie había comprendido como él su importancia, como medio de establecer un sistema justo de fiscalidad de la propiedad.
Gaudin fue uno de los padres del franco germinal, creado el 7 de Germinal del Año XI (1803) y en vigor hasta 1928, cuyo valor en relación con el oro permaneció invariable hasta 1914.
En el Año X, presentó el primer presupuesto verdaderamente digno de este nombre. Todas estas reformas no se consiguieron sin lucha, y Gaudin se vio obligado a enviar a Bonaparte su dimisión el 28 de Floréal del Año XII, que Bonaparte rechazó. Así pues, Gaudin siguió siendo Ministro de Hacienda hasta el 1 de abril de 1814.
Nombrado miembro de la Legión de Honor el 9 de Vendimiario del año XII, fue ascendido a Gran Oficial el 25 de Prairial siguiente, y luego a Gran Águila el 13 de Pluviôse del año XIII. Fue creado Conde Gaudin y del Imperio el 26 de abril de 1808 y Duque de Gaëte el 15 de agosto de 1809.
En 1805, Gaudin organizó las finanzas de Liguria, y en 1811 las de Holanda.
Del 21 de marzo al 8 de julio de 1815, durante los Cien Días, fue Ministro de Hacienda por segunda vez, y el 2 de junio del mismo año fue nombrado Par de los Cien Días. Siempre se mantuvo fiel a Napoleón I y, en las cámaras de la Restauración Francesa en las que se sentaba, cuando los monárquicos atacaban la memoria del Emperador, él nunca dejaba de defenderla. Napoleón dijo de él: «Sabe cosas» y en Santa Elena le juzgó así: «Todo lo que se puede hacer en pocos días para destruir los abusos de un régimen vicioso y restaurar los principios del crédito y la moderación, Gaudin lo hizo. Fue un administrador de probidad y orden». Para él, el servicio público era un verdadero sacerdocio.

### En la Restauración y la Monarquía de Julio
Fue elegido diputado constitucional a la Cámara de Diputados el 22 de agosto de 1815 por el colegio del departamento de Aisne, con 68 votos de los 135 emitidos y 266 electores inscritos, y reelegido el 4 de octubre de 1816 con 119 votos de los 180 emitidos y 293 electores inscritos. Miembro de la mayoría, en 1820 fue nombrado Gobernador del Banco de Francia en sustitución de Jacques Laffitte, cargo que ocupó hasta 1834.
No contrajo matrimonio hasta 1822, a la edad de 70 años. Su esposa, Marie-Anne Summaripa, divorciada de su tocayo Émile Gaudin de Feurs, era una aristócrata griega de Naxos. Adoptó a su hija, que más tarde se casó con el marqués de Girardin.
Su retrato, el de su esposa y el mobiliario completo de su dormitorio, un magnífico conjunto de estilo Imperio, fueron a parar al Banco de Francia, que los depositó en el museo Carnavalet. Actualmente se expone en el castillo de Rambouillet. El retrato de Gaudin en traje oficial ministerial fue pintado por Joseph-Marie Vien en 1806 (Carnavalet, p. 2553).
Gaudin murió en noviembre de 1841 en Gennevilliers. Fue enterrado en la 27.ª división del cementerio del Père-Lachaise, al este de París.
Los papeles personales de Martin Michel Charles Gaudin se conservan en los Archives nationales con la referencia 188AP.